# Eschelhof

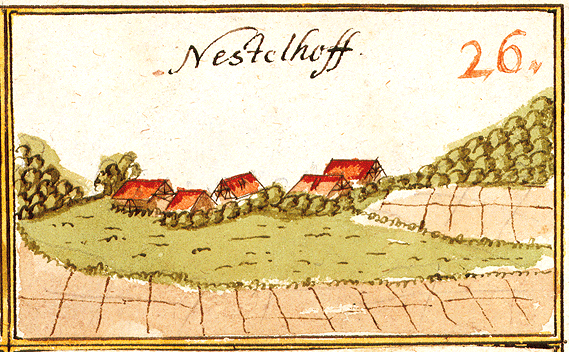
Der Eschelhof (Nestelhoff) Ende des 17. Jahrhunderts in Andreas Kiesers Forstlagerbuch

Der Eschelhof ist ein Wohnplatz und seit 1976 ein Wanderheim des Schwäbischen Albvereins. Er liegt auf der Gemarkung von Ittenberg, einem Ortsteil von Sulzbach an der Murr im Rems-Murr-Kreis drei Kilometer südlich des Hauptortes.

## Geographische Lage
Der Hof befindet sich auf einer flachen Anhöhe (492 m ü. NN) der Hochfläche des Murrhardter Waldes, besteht aus zwei Fachwerkhäusern und drei Nebengebäuden und wird seit 1976 als Wanderheim genutzt. Der Eschelhof ist von einer Rodungsinsel umgeben, die zusammen mit kleinen Waldanteilen an dessen Rand als kleines Landschaftsschutzgebiet innerhalb des Naturparks Schwäbisch-Fränkischer Wald ausgewiesen ist. Etwa 800 Meter im Südwesten liegt der Gipfel des bewaldeten, 544,1 m ü. NHN hohen Zollstocks, des höchsten Berges im westlichen Murrhardter Wald, an dessen diesseitigem Hang der Eschelbach entspringt, der an der Südostspitze der Waldlichtung vor dem Beginn seines Klingenlaufs zur Murr den halbhektargroßen Eschelweiher durchläuft.
Umliegende Ortschaften sind Schleißweiler, Murrhardt-Siebenknie, Tiefental und Utzenhof. Etwa einen Kilometer westlich lag die abgegangene Ortschaft Einsiedel.

## Geschichte
1509 wurde der Eschelhof im Lagerbuch von Sulzbach als Hof des Hans zu Eschelbach erstmals namentlich genannt. 1575 wurde er als Eschelbacher Hof erwähnt. Bei Andreas Kieser erscheint das Anwesen 1685 unter dem Namen Nestelhoff. Der Name Nestelhof findet sich noch auf Karten des frühen 19. Jahrhunderts. 1831 hatte der Eschelhof 25 Einwohner. Der Ort war von 1838 bis 1869 Staatsdomäne in Besitz des Königreichs Württemberg. Die Gebäude wurden sowohl lange Jahre von der Forstverwaltung sowie ab 1828 als Grundschulhaus für Eschelhof sowie den Sulzbacher Teilort Ittenberg und den Murrhardter Teilort Siebenknie benutzt. Das ehemalige Forsthaus (heutige Adresse: Eschelhof 1) trägt die Jahreszahlen 1722 und 1787, das andere Gebäude (Eschelhof 2), welches als Schulhaus genutzt wurde, entstand um 1800. Außerdem befinden sich im Ortsbereich eine Scheune sowie ein kleineres, von der Forstverwaltung genutztes Fachwerkgebäude mit Keller.
1975 übernahm der Schwäbische Albverein als Pächter das Forsthaus. Nach Umbau und Einrichtung zum Wanderheim wurde es am 24. Oktober 1976 von Helmut Schönnamsgruber eingeweiht, dem damaligen Präsidenten des Schwäbischen Albvereins. 1980 übernahm der Schwäbische Albverein auch das ehemalige Schulhaus und baute es aus. Einweihung war am 16. Mai 1985. An den Wochenenden wird der Eschelhof abwechselnd von Ortsgruppen bewirtet.
Der Eschelhof liegt an der Route des Jakobspilgerweges, der von Rothenburg ob der Tauber nach Rottenburg am Neckar führt, sowie am Georg-Fahrbach-Weg. Dieser 1977 eröffnete, 130 km lange Weitwanderweg des Schwäbischen Albvereins verbindet in Anlehnung an den Lebensweg von Georg Fahrbach seinen Geburtsort Ingelfingen-Criesbach im Hohenlohekreis mit Stuttgart-Uhlbach.

### Einwohnerentwicklung
- 1810: 24 Einwohner[7]
- 1828: 25 Einwohner[8]
- 1847: 15 Einwohner[9]
- 1854: 16 Einwohner[10]
- 1866: 19 Einwohner[11]
- 1871: 16 Einwohner[12]
- 1896: 13 Einwohner[13]